# (474114) 2016 LD41
(474114) 2016 LD41 es un asteroide perteneciente al cinturón de asteroides, descubierto el 21 de noviembre de 2008 por el equipo del Mount Lemmon Survey desde el Observatorio del Monte Lemmon, Arizona, Estados Unidos.

## Designación y nombre
Designado provisionalmente como 2016 LD41.

## Características orbitales
2016 LD41 está situado a una distancia media del Sol de 3,013 ua, pudiendo alejarse hasta 3,238 ua y acercarse hasta 2,788 ua. Su excentricidad es 0,074 y la inclinación orbital 13,18 grados. Emplea 1911 días en completar una órbita alrededor del Sol.

## Características físicas
La magnitud absoluta de 2016 LD41 es 16,084. Tiene 4,54 km de diámetro y su albedo se estima en 0,059.